# Distretto di Cahir
Il distretto di Cahir è uno dei diciannove distretti (sum) in cui è suddivisa la provincia dell'Arhangaj, in Mongolia. Conta una popolazione di 2.143 abitanti (censimento 2009).